# Низар Ал-Рашдан
Низар Махмуд Ахмед Ал-Рашдан (на арабски: نزار الرشدان‎) е йордански футболист, играещ като полузащитник за йорданския Ал-Файсали и националния отбор на Йордания. Вицешампион от Купата на Азия 2023 където бележи един гол (третия на 1/16 финала срещу Ирак при победата с 3:2.

## Успехи
Ал-Файсали (Аман)
- Про лига на Йордания
  -  Шампион (1): 2022
- ФА Купа на Йордания
  -  Носител (1) 2021
- Суперкупа на Йордания
  -  Носител (2) 2022, 2024

 Йордания
- Купата на Азия
  -  Вицешампион (1): 2024